# Merionoeda aggregata
Merionoeda aggregata är en skalbaggsart som beskrevs av Holzschuh 2008. Merionoeda aggregata ingår i släktet Merionoeda och familjen långhorningar. Inga underarter finns listade i Catalogue of Life.